# Olga Perebyjnis
Olga Perebyjnis (ukrajinsky Ольга Перебийніс, * 1968 Lvov) je ukrajinská bohemistka.

## Život
Jejím otcem je Ivan Dzjub, známý ukrajinský překladatel z japonštiny. V roce 1990 vystudovala obor český jazyk a literatura na Kyjevské národní univerzitě Tarase Ševčenka. Od poloviny 90. let doprovází svého manžela Jevhena Perebyjnise na diplomatických misích. Její manžel působil na různých postech v evropských zemích, v letech 2017–2022 byl velvyslancem Ukrajiny v České republice.
Ve své pozici se stala například členkou poroty překladatelské soutěže z ukrajinštiny do češtiny. Sama se též věnuje překládání do ukrajinštiny, vedle eseje Václava Havla jí vyšel v roce 2021 překlad knihy Haliny Pawlowské Díky za každé nové ráno.